# Landhaus Bernhard Kraetzner
Das Landhaus Bernhard Kraetzner steht im Stadtteil Serkowitz der sächsischen Stadt Radebeul, in der Mozartstraße 6. Es wurde 1910 von dem Architekten Max Steinmetz in der ausführenden Bauunternehmung Gebrüder Ziller errichtet. Es handelt sich um eines der letzten Ziller-Häuser. An diesem Wohnhaus lässt sich „der Charakter einer Villa der Reformbaukunst mit Erker, Dachgaupen, Klappläden und der [Untertrauf-]Malerei vielleicht am authentischsten […] erleben“.

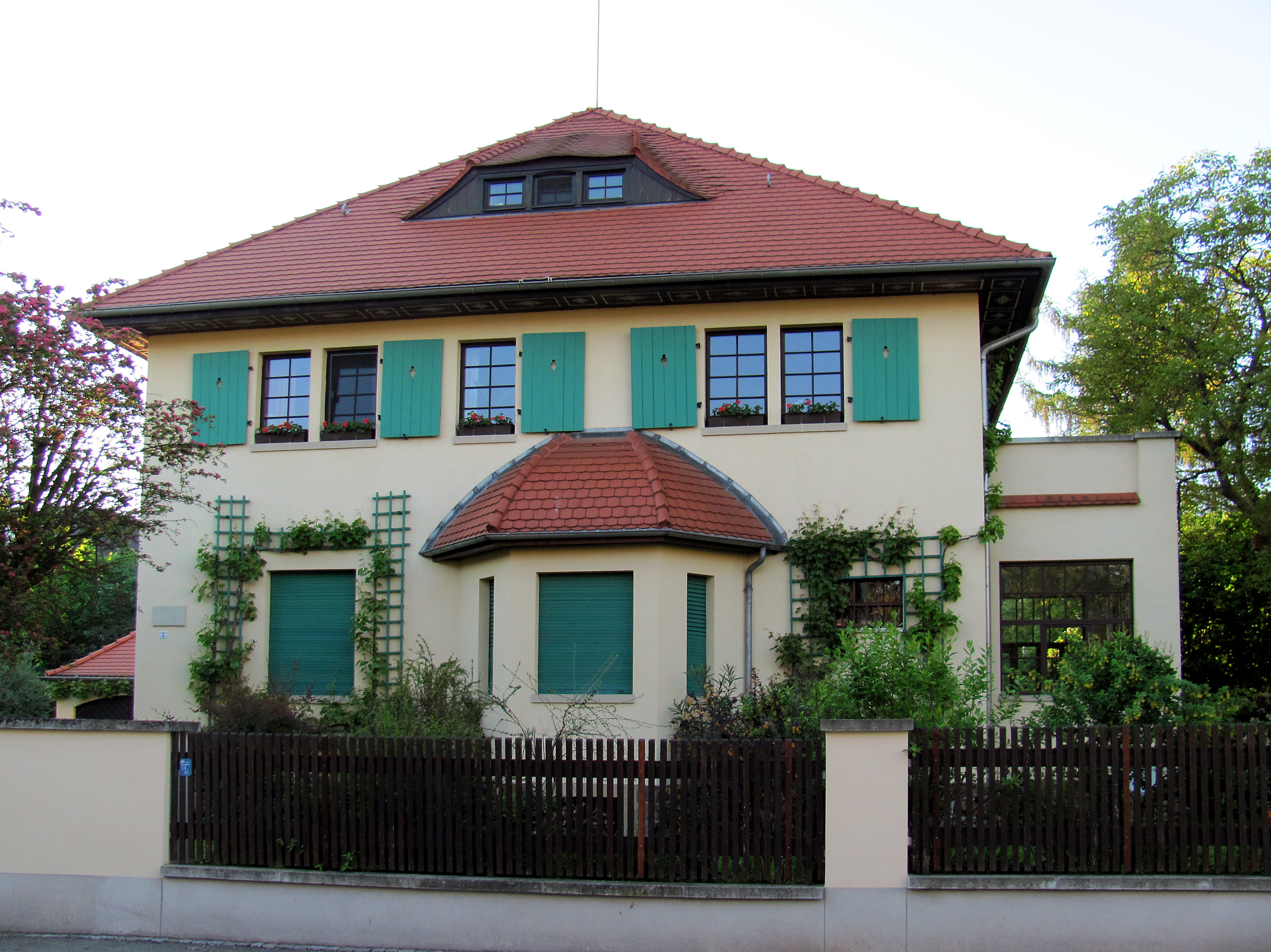
Landhaus Bernhard Kraetzner

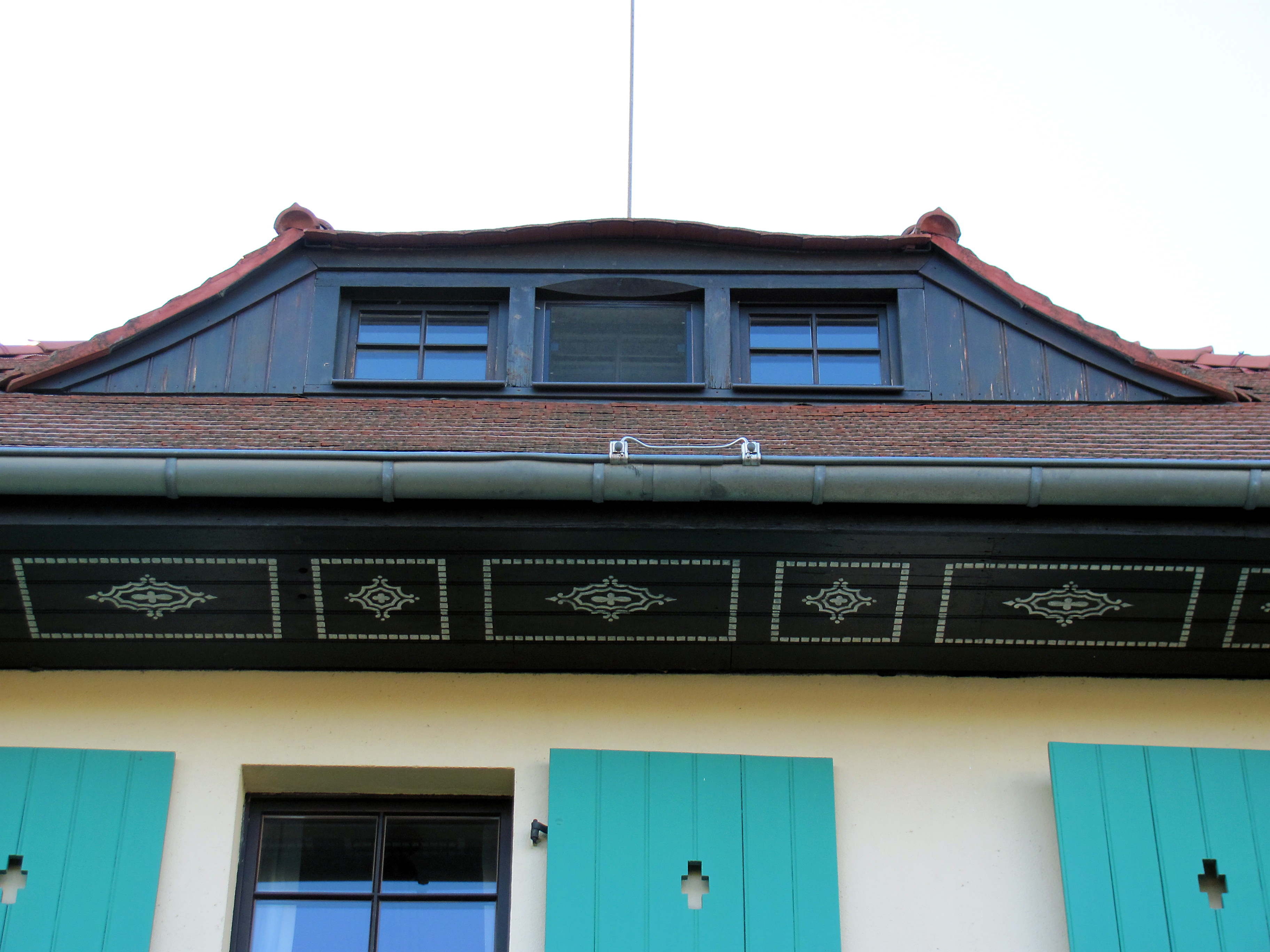
Landhaus Bernhard Kraetzner: Untertraufmalerei

## Beschreibung
Das mit der Einfriedung unter Denkmalschutz stehende, zweigeschossige Landhaus wurde für den Radebeuler Apotheker Bernhard Kraetzner errichtet.
Der durch Fensterläden im Obergeschoss und Ziergitter im Erdgeschoss geschmückte, schlichte Putzbau steht auf einem bossierten Sockel, obenauf ein kaum ausgebautes 45°-Ziegelwalmdach mit Schleppgauben. Die weit überstehende Holztraufe ist auf der Unterseite ornamental bemalt.
Das mit der abgewalmten Schmalseite zur Straße ausgerichtete Wohnhaus zeigt dort einen leicht außermittigen polygonalen Standerker mit einer Bedachung in Form einer Halbkuppel. In der linken Seitenansicht befindet sich der Eingang in einem inzwischen leicht veränderten Vorbau mit Schleppdach. In der rechten Seitenansicht befindet sich eine massive, verglaste Veranda mit einem Austritt obenauf sowie einer Freitreppe in den Garten.
Die Einfriedung besteht aus einer geputzten Mauer sowie einem Holzzaun auf einem geputzten Sockel.
Die Bauherrschaft wurde für ihre denkmalgerechte Sanierung anlässlich des Radebeuler Bauherrenpreises 2003 mit einer Anerkennung in der Kategorie Denkmalsanierung ausgezeichnet.